# پاتی هانسن
پاتی هانسن (انگلیسی: Patti Hansen؛ زادهٔ ۱۷ مارس ۱۹۵۶) یک هنرپیشه، و مانکن (فرد) اهل ایالات متحده آمریکا است.